# Corydoras julii
Corydoras julii es una especie de pez de la familia Callichthyidae en el orden de los Siluriformes.

## Morfología
Los machos pueden llegar alcanzar los 5,2 cm de longitud total.

## Distribución geográfica
Se encuentran en Sudamérica: curso inferior del río Amazonas y ríos costeros del noreste de Brasil. 